# Ернст фон Валдщайн-Вартенберг
Ернст фон Валдщайн-Вартенберг (на немски: Ernst Graf von Waldstein, Herr zu Wartenberg, на чешки: Arnošt Antonín František de Paula z Valdštejna; * 10 октомври 1821, Прага; † 1 август 1904, Прага) е граф от род Валдщайн, господар на Вартенберг в Бохемия, таен съветник и кемерер.

## Живот
Той е големият син (от осем деца) на граф Кристиан Винценц Ернст фон Валдщайн-Вартенберг (1794 – 1858) и съпругата му графиня Мария Франциска фон Тун и Хоенщайн (1793 – 1861), дъщеря на граф Антон Йозеф фон Тун и Хоенщайн (1754 – 1840) и графиня Мария Терезия Вратизлавова з Митровиц (1766 – 1851). Брат е на неженения граф Йозеф фон Валдщайн-Вартенберг (1824 – 1902).
През 1867 г. Ернст фон Валдщайн-Вартенберг става рицар на австрийския Орден на Златното руно. Той умира на 82 години на 1 август 1904 г. в Прага.

## Фамилия
Първи брак: на 14 май 1848 г. в Прага с принцеса Анна Мария фон Шварценберг (* 20 февруари 1830, Прага; † 11 февруари 1849, Прага), внучка на княз Карл Филип фон Шварценберг (1771 – 1820), дъщеря на 3. княз Карл Филип Боромеус фон Шварценберг (1802 – 1858) и графиня Йозефина Мария Вратиславова з Митровиц и Шонфелд (1802 – 1882). Те имат един син:
- Ернст Ернст фон Валдщайн-Вартенберг (* 4 февруари 1849; † 27 юни 1913), женен I. на 18 май 1873 г. за графиня Франциска фон Тун и Хоенщайн (* 3 август 1852; † 21 юли 1894), II. на 7 ноември 1898 г. за графиня Йозефина фон Румерскирх (* 4 септември 1848; † 28 ноември 1901), III. на 1 февруари 1904 г. за графиня Мария фон Румерскирх (* 31 януари 1852; † 30 декември), сестра на втората му съпруга.

Втори брак: на 23 юни 1851 г. във Виена с принцеса Мария Леополдина фон Шварценберг (* 2 ноември 1833, Виена; † 8 февруари 1909, Прага), дъщеря на 7. княз Йохан Адолф II фон Шварценберг (1799 – 1888) и принцеса Елеонора фон Лихтенщайн (1812 – 1873). Те имат децата:
- Анна Елеонора (* 11 юли 1853; † 12 април 1902)
- Мария Каролина (* 14 август 1855; † 4 септември 1934), дворцова дама на принцеса Стефани
- Габриела Ида (* 19 август 1857, Фрауенберг, Бохемия; † 28 октомври 1948, Швайгерн), омъжена 30 юни 1880 г. в Прага за граф Мария Райнхард Георг Игнац фон Найперг (* 30 юли 1856, Хорин при Мелник; † 15 януари 1919, Швайгерн)
- Кристиана (* 12 юни 1859, Хиршберг, Бохемия; † 6 август 1935, Хишберг, Бохемия), омъжена на 3 март 1878 г. в Прага за граф Йозеф Освалд Матхаус Йохан фон Тун-Хоенщайн-Залм-Райфершайд (* 14 декември 1849; † 21 октомври 1913, Виена), 1900 г. рицар на Ордена на Златното руно
- Карл (* 4 юни 1861; † 3 юли 1884)
- Адолф Ернст Мария Кристиан Йозеф Фридрих Йоханес Евангелист Фелицитас (* 27 декември 1868, Прага; † 17 юни 1930, Хиршберг, Бохемия), таен съветник и кемерер, женен на 29 април 1895 г. във Виена за графиня София Хойос, фрайин цу Щихсзенщайн (* 14 септември 1874, Хорн; † 24 март 1922, Хирсчберг, Бохемия); имат два сина

## Галерия
- Герб на род Валдщайн
- Замък Валдщйн
- Замък Вартенберг